# Gare de Rigaud
Cet article concerne l'ancienne gare. Pour la ville de Rigaud, voir Rigaud (Québec). Pour les autres significations, voir Rigaud.
La gare de Rigaud était une gare du Canadien Pacifique située dans la ville de Rigaud. Elle est maintenant fermée. Elle desservait les passagers interurbains à partir de 1891, et les trains de banlieue de la ligne Montréal/Dorion–Rigaud entre 1898 et 2010. Elle est désignée gare ferroviaire patrimoniale.

## Situation et propriété
La gare de Rigaud se trouve au 15, rue Charlebois à Rigaud, sur la voie d'exo, appartenant anciennement au Canadien Pacifique. Elle est située au nord du noyau urbain de Rigaud près de la rue Saint-Viateur et du pont ferroviaire traversant la rivière Rigaud. Le bâtiment de la gare appartient à la municipalité de Rigaud. Le terrain et stationnement adjacent, qui était propriété de la défunte Agence métropolitaine de transport, est acquis par la municipalité,. 

### Première gare (1891-1940)

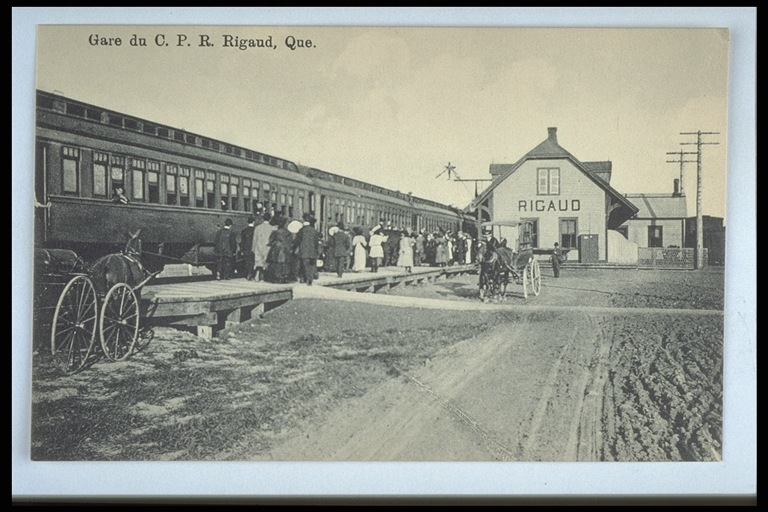
Vieille gare sur une carte postale.

## Histoire

### Construction d'une nouvelle gare (1940)
Dans les années 1930, Rigaud est en plein effervescence. L'activité économique liée à la compagnie Rigaud Granite, les pèlerins fréquentant le sanctuaire Notre-Dame-de-Lourdes et les nombreux élèves du Collège Bourget amènent une grande fréquentation de la gare, laquelle est devenue trop petite et désutète. Le Canadien Pacifique construit donc une nouvelle gare plus spacieuse en 1940.

### Train de banlieue (1898-2010)
Lors de l'exploitation de la ligne Montréal/Dorion-Rigaud comme train de banlieue par l'Agence métropolitaine de transport, la gare de Rigaud (alors appelée Gare Rigaud) était la gare terminale. Toutefois, un seul train était en service en période de pointe du matin et un autre en période de pointe de l'après-midi. La plupart des trains débutaient ou terminaient leur voyage à la gare de Dorion puis à la gare de Vaudreuil.

### Fermeture (2010)
En 2010, l'Agence métropolitaine de transport met fin au service de train de banlieue à la gare de Rigaud après 111 ans d'exploitation. La fermeture  fait suite à la décision de la Municipalité de Rigaud de mettre fin à l'entente de service avec l'AMT. La gare de Rigaud est alors la gare la moins achalandée du réseau métropolitain de trains de banlieue. Le service offert correspond à un départ le matin et un retour en fin d'après-midi, à l'instar du service offert à Hudson, la gare voisine. Le niveau de service est plus élevé à la gare Vaudreuil, inaugurée en 2003 et située en zone urbaine, où plusieurs départs et arrivées de train ont lieu en période de pointe. La gare de Rigaud n'offre aucun service de correspondance. Le coût annuel s'élève alors à 375 000 $ et la voie ferrée entre Rigaud et Vaudreuil nécessite des travaux. La contribution annuelle versée par la ville de Rigaud s'élève à 150 000 $ en vertu d'une entente spécifique. Comme la municipalité ne se trouve pas à l'intérieur du territoire de juridiction de l'Agence métropolitaine de transport, celle-ci souhaite que la municipalité soit incluse dans son territoire, par souci d'équité par rapport aux autres municipalités car les règles de financement diffèrent. Or, contrairement à Hudson, Rigaud ne fait pas partie du territoire de la région métropolitaine de Montréal ni de celui de la Communauté métropolitaine de Montréal. L'inclusion dans le territoire métropolitain implique une hausse de 30 $ pour le permis de conduire pour les habitants de Rigaud, de même que l'imposition d'une taxe supplémentaire sur l'essence dans les stations-service de Rigaud et une augmentation de la contribution municipale. La municipalité considère le coût élevé compte tenu du faible nombre d'usagers quotidiens. Ce coût représente une contribution municipale de 13 $ par déplacement ou de plus de 5 000 $ par usager par année. De plus, le départ survenant tôt le matin, il est jugé plus commode pour les voyageurs de se rendre à la gare Vaudreuil à une heure plus convenable. En 2011, un service d'autobus du Conseil intermunicipal de transport La Presqu'Île effectuant la liaison entre Rigaud et la gare Vaudreuil est mis en place. Le service de la ligne Vaudreuil–Hudson termine à présent son trajet à la gare Hudson pour un aller et retour, et à la gare Vaudreuil pour presque tous les autres voyages, deux trains terminant à la gare Beaconsfield, .

## Architecture et protection patrimoniale
La gare actuelle, construite en 1940, est de style Renouveau Québécois ou néo-québécois, inspirée de la maison québécoise traditionnelle avec toit mansarde à quatre versants. Le bâtiment est construit en pierre rustiquée, donnant l'impression de pierre des champs. La pierre provient de Como, secteur de Hudson. Le bâtiment mesure 16,6 m de longueur sur 7,4 m de largeur pour une hauteur de 5,2 m. Le plancher est en terrazzo. La gare compte deux guichets d'origine. Les deux portes d'entrée se trouvent du côté de la voie ferrée. 
En 1992, la Ville de Rigaud cite la gare comme lieu historique. En 1994, la Commission des lieux et monuments historiques du Canada la désigne gare ferroviaire patrimoniale en vertu de la Loi sur la protection des gares ferroviaires patrimoniales,.